# Llista d'asteroides/1201–1300
| Nom                | Designació provisional | Data de descobriment    | Descobridor/s            |
| ------------------ | ---------------------- | ----------------------- | ------------------------ |
| 1201 Strenua       | 1931 RK                | 14 de setembre del 1931 | K. Reinmuth              |
| 1202 Marina        | 1931 RL                | 13 de setembre del 1931 | G. N. Neujmin            |
| 1203 Nanna         | 1931 TA                | 5 d'octubre del 1931    | M. F. Wolf               |
| 1204 Renzia        | 1931 TE                | 6 d'octubre del 1931    | K. Reinmuth              |
| 1205 Ebella        | 1931 TB1               | 6 d'octubre del 1931    | K. Reinmuth              |
| 1206 Numerowia     | 1931 UH                | 18 d'octubre del 1931   | K. Reinmuth              |
| 1207 Ostenia       | 1931 VT                | 15 de novembre del 1931 | K. Reinmuth              |
| 1208 Troilus       | 1931 YA                | 31 de desembre del 1931 | K. Reinmuth              |
| 1209 Pumma         | 1927 HA                | 22 d'abril del 1927     | K. Reinmuth              |
| 1210 Morosovia     | 1931 LB                | 6 de juny del 1931      | G. N. Neujmin            |
| 1211 Bressole      | 1931 XA                | 2 de desembre del 1931  | L. Boyer                 |
| 1212 Francette     | 1931 XC                | 3 de desembre del 1931  | L. Boyer                 |
| 1213 Algeria       | 1931 XD                | 5 de desembre del 1931  | G. Reiss                 |
| 1214 Richilde      | 1932 AA                | 1 de gener del 1932     | M. F. Wolf               |
| 1215 Boyer         | 1932 BA                | 19 de gener del 1932    | A. Schmitt               |
| 1216 Askania       | 1932 BL                | 29 de gener del 1932    | K. Reinmuth              |
| 1217 Maximiliana   | 1932 EC                | 13 de març del 1932     | E. Delporte              |
| 1218 Aster         | 1932 BJ                | 29 de gener del 1932    | K. Reinmuth              |
| 1219 Britta        | 1932 CJ                | 6 de febrer del 1932    | M. F. Wolf               |
| 1220 Crocus        | 1932 CU                | 11 de febrer del 1932   | K. Reinmuth              |
| 1221 Amor          | 1932 EA1               | 12 de març del 1932     | E. Delporte              |
| 1222 Tina          | 1932 LA                | 11 de juny del 1932     | E. Delporte              |
| 1223 Neckar        | 1931 TG                | 6 d'octubre del 1931    | K. Reinmuth              |
| 1224 Fantasia      | 1927 SD                | 29 d'agost del 1927     | S. Beljavskij, N. Ivanov |
| 1225 Ariane        | 1930 HK                | 23 d'abril del 1930     | H. van Gent              |
| 1226 Golia         | 1930 HL                | 22 d'abril del 1930     | H. van Gent              |
| 1227 Geranium      | 1931 TD                | 5 d'octubre del 1931    | K. Reinmuth              |
| 1228 Scabiosa      | 1931 TU                | 5 d'octubre del 1931    | K. Reinmuth              |
| 1229 Tilia         | 1931 TP1               | 9 d'octubre del 1931    | K. Reinmuth              |
| 1230 Riceia        | 1931 TX1               | 9 d'octubre del 1931    | K. Reinmuth              |
| 1231 Auricula      | 1931 TE2               | 10 d'octubre del 1931   | K. Reinmuth              |
| 1232 Cortusa       | 1931 TF2               | 10 d'octubre del 1931   | K. Reinmuth              |
| 1233 Kobresia      | 1931 TG2               | 10 d'octubre del 1931   | K. Reinmuth              |
| 1234 Elyna         | 1931 UF                | 18 d'octubre del 1931   | K. Reinmuth              |
| 1235 Schorria      | 1931 UJ                | 18 d'octubre del 1931   | K. Reinmuth              |
| 1236 Thaïs         | 1931 VX                | 6 de novembre del 1931  | G. N. Neujmin            |
| 1237 Geneviève     | 1931 XB                | 2 de desembre del 1931  | G. Reiss                 |
| 1238 Predappia     | 1932 CA                | 4 de febrer del 1932    | L. Volta                 |
| 1239 Queteleta     | 1932 CB                | 4 de febrer del 1932    | E. Delporte              |
| 1240 Centenaria    | 1932 CD                | 5 de febrer del 1932    | R. Schorr                |
| 1241 Dysona        | 1932 EB1               | 4 de març del 1932      | H. E. Wood               |
| 1242 Zambesia      | 1932 HL                | 28 d'abril del 1932     | C. Jackson               |
| 1243 Pamela        | 1932 JE                | 7 de maig del 1932      | C. Jackson               |
| 1244 Deira         | 1932 KE                | 25 de maig del 1932     | C. Jackson               |
| 1245 Calvinia      | 1932 KF                | 26 de maig del 1932     | C. Jackson               |
| 1246 Chaka         | 1932 OA                | 23 de juliol del 1932   | C. Jackson               |
| 1247 Memoria       | 1932 QA                | 30 d'agost del 1932     | M. Laugier               |
| 1248 Jugurtha      | 1932 RO                | 1 de setembre del 1932  | C. Jackson               |
| 1249 Rutherfordia  | 1932 VB                | 4 de novembre del 1932  | K. Reinmuth              |
| 1250 Galanthus     | 1933 BD                | 25 de gener del 1933    | K. Reinmuth              |
| 1251 Hedera        | 1933 BE                | 25 de gener del 1933    | K. Reinmuth              |
| 1252 Celestia      | 1933 DG                | 19 de febrer del 1933   | F. L. Whipple            |
| 1253 Frisia        | 1931 TV1               | 9 d'octubre del 1931    | K. Reinmuth              |
| 1254 Erfordia      | 1932 JA                | 10 de maig del 1932     | J. Hartmann              |
| 1255 Schilowa      | 1932 NC                | 8 de juliol del 1932    | G. N. Neujmin            |
| 1256 Normannia     | 1932 PD                | 8 d'agost del 1932      | K. Reinmuth              |
| 1257 Móra          | 1932 PE                | 8 d'agost del 1932      | K. Reinmuth              |
| 1258 Sicilia       | 1932 PG                | 8 d'agost del 1932      | K. Reinmuth              |
| 1259 Ógyalla       | 1933 BT                | 29 de gener del 1933    | K. Reinmuth              |
| 1260 Walhalla      | 1933 BW                | 29 de gener del 1933    | K. Reinmuth              |
| 1261 Legia         | 1933 FB                | 23 de març del 1933     | E. Delporte              |
| 1262 Sniadeckia    | 1933 FE                | 23 de març del 1933     | S. J. Arend              |
| 1263 Varsavia      | 1933 FF                | 23 de març del 1933     | S. J. Arend              |
| 1264 Letaba        | 1933 HG                | 21 d'abril del 1933     | C. Jackson               |
| 1265 Schweikarda   | 1911 MV                | 18 d'octubre del 1911   | F. Kaiser                |
| 1266 Tone          | 1927 BD                | 23 de gener del 1927    | O. Oikawa                |
| 1267 Geertruida    | 1930 HD                | 23 d'abril del 1930     | H. van Gent              |
| 1268 Libya         | 1930 HJ                | 29 d'abril del 1930     | C. Jackson               |
| 1269 Rollandia     | 1930 SH                | 20 de setembre del 1930 | G. N. Neujmin            |
| 1270 Datura        | 1930 YE                | 17 de desembre del 1930 | G. van Biesbroeck        |
| 1271 Isergina      | 1931 TN                | 10 d'octubre del 1931   | G. N. Neujmin            |
| 1272 Gefion        | 1931 TZ1               | 10 d'octubre del 1931   | K. Reinmuth              |
| 1273 Helma         | 1932 PF                | 8 d'agost del 1932      | K. Reinmuth              |
| 1274 Delportia     | 1932 WC                | 28 de novembre del 1932 | E. Delporte              |
| 1275 Cimbria       | 1932 WG                | 30 de novembre del 1932 | K. Reinmuth              |
| 1276 Ucclia        | 1933 BA                | 24 de gener del 1933    | E. Delporte              |
| 1277 Dolores       | 1933 HA                | 18 d'abril del 1933     | G. N. Neujmin            |
| 1278 Kenya         | 1933 LA                | 15 de juny del 1933     | C. Jackson               |
| 1279 Uganda        | 1933 LB                | 15 de juny del 1933     | C. Jackson               |
| 1280 Baillauda     | 1933 QB                | 18 d'agost del 1933     | E. Delporte              |
| 1281 Jeanne        | 1933 QJ                | 25 d'agost del 1933     | S. J. Arend              |
| 1282 Utopia        | 1933 QM1               | 17 d'agost del 1933     | C. Jackson               |
| 1283 Komsomolia    | 1925 SC                | 25 de setembre del 1925 | V. Albitskij             |
| 1284 Latvia        | 1933 OP                | 27 de juliol del 1933   | K. Reinmuth              |
| 1285 Julietta      | 1933 QF                | 21 d'agost del 1933     | E. Delporte              |
| 1286 Banachiewicza | 1933 QH                | 25 d'agost del 1933     | S. J. Arend              |
| 1287 Lorcia        | 1933 QL                | 25 d'agost del 1933     | S. J. Arend              |
| 1288 Santa         | 1933 QM                | 26 d'agost del 1933     | E. Delporte              |
| 1289 Kutaïssi      | 1933 QR                | 19 d'agost del 1933     | G. N. Neujmin            |
| 1290 Albertine     | 1933 QL1               | 21 d'agost del 1933     | E. Delporte              |
| 1291 Phryne        | 1933 RA                | 15 de setembre del 1933 | E. Delporte              |
| 1292 Luce          | 1933 SH                | 17 de setembre del 1933 | F. Rigaux                |
| 1293 Sonja         | 1933 SO                | 26 de setembre del 1933 | E. Delporte              |
| 1294 Antwerpia     | 1933 UB1               | 24 d'octubre del 1933   | E. Delporte              |
| 1295 Deflotte      | 1933 WD                | 25 de novembre del 1933 | L. Boyer                 |
| 1296 Andrée        | 1933 WE                | 25 de novembre del 1933 | L. Boyer                 |
| 1297 Quadea        | 1934 AD                | 7 de gener del 1934     | K. Reinmuth              |
| 1298 Nocturna      | 1934 AE                | 7 de gener del 1934     | K. Reinmuth              |
| 1299 Mertona       | 1934 BA                | 18 de gener del 1934    | G. Reiss                 |
| 1300 Marcelle      | 1934 CL                | 10 de febrer del 1934   | G. Reiss                 |